# Mazuchówka
Mazuchówka [mazuˈxufka] (en alemán: Masuchowken, 1936-45: Rodental) es un pueblo ubicado en el distrito administrativo de Gmina Wydminy, dentro del Condado de Giżycko, Voivodato de Varmia y Masuria, en Polonia del norte. Se encuentra aproximadamente a 3 kilómetros al noreste de Wydminy, a 21 kilómetros al este de Giżycko, y a 106 kilómetros al este de la capital regional Olsztyn.